# Castell de Biar
El castell de Biar s'alça sobre un turó des del qual domina la localitat valenciana de Biar (Alt Vinalopó). El castell es troba actualment restaurat.

## Característiques
Durant la dominació musulmana ja havia notícies de la fortalesa, però són molt escasses, i no començarà a tenir rellevància fins a Jaume I, que assetja el castell de meitat de setembre de 1244 a principis de febrer de 1245. Pertangué a la baronia d'Ontinyent amb el cavaller Pere d'Artés.
L'edifici es compon de dues parts. D'una banda, un recinte amb quatre torres semicirculars en els seus cantons, i per l'altra, un espai amb quatre estructures cúbiques i la torre de l'homenatge. Aquestes torres i altres estructures constitueixen les defenses bàsiques del castell, així com la seua posició elevada en un monticle rocós, la seua proliferació de petites obertures en els seus murs i la seua rematada de merlets.
La torre de l'homenatge és la part més destacada del conjunt arquitectònic. Aquesta torre de l'homenatge es data en el segle xii. Se situa a un costat i arriba a una alçada de deu i set metres. La seua planta és de forma quadrangular i consta de tres pisos, i aquests adquireixen una enorme importància per la distinta forma de cobrir-se que té cadascun d'aquests.
Un dels aspectes més destacats de l'edifici seran les distintes cobertes utilitzades en els tres nivells de la torre de l'homenatge. En la planta inferior, s'utilitza la denominada volta de canó i en la resta dels nivells, segon i tercer, s'utilitza l'anomenada planta nervada de clara reminiscència hispanoàrab.
El castell va ser construït en pedra. Els sistemes que han intervingut en la construcció són, d'una banda, la maçoneria, pedra escassa o nul·lament treballada, i la tàpia que s'ha utilitzat per a la torre de l'homenatge. D'època àrab n'és el treball en maó.